# Melanagromyza longensis
Melanagromyza longensis este o specie de muște din genul Melanagromyza, familia Agromyzidae, descrisă de Spencer în anul 1986.
Este endemică în New York. Conform Catalogue of Life specia Melanagromyza longensis nu are subspecii cunoscute.